# Tao Sigulda

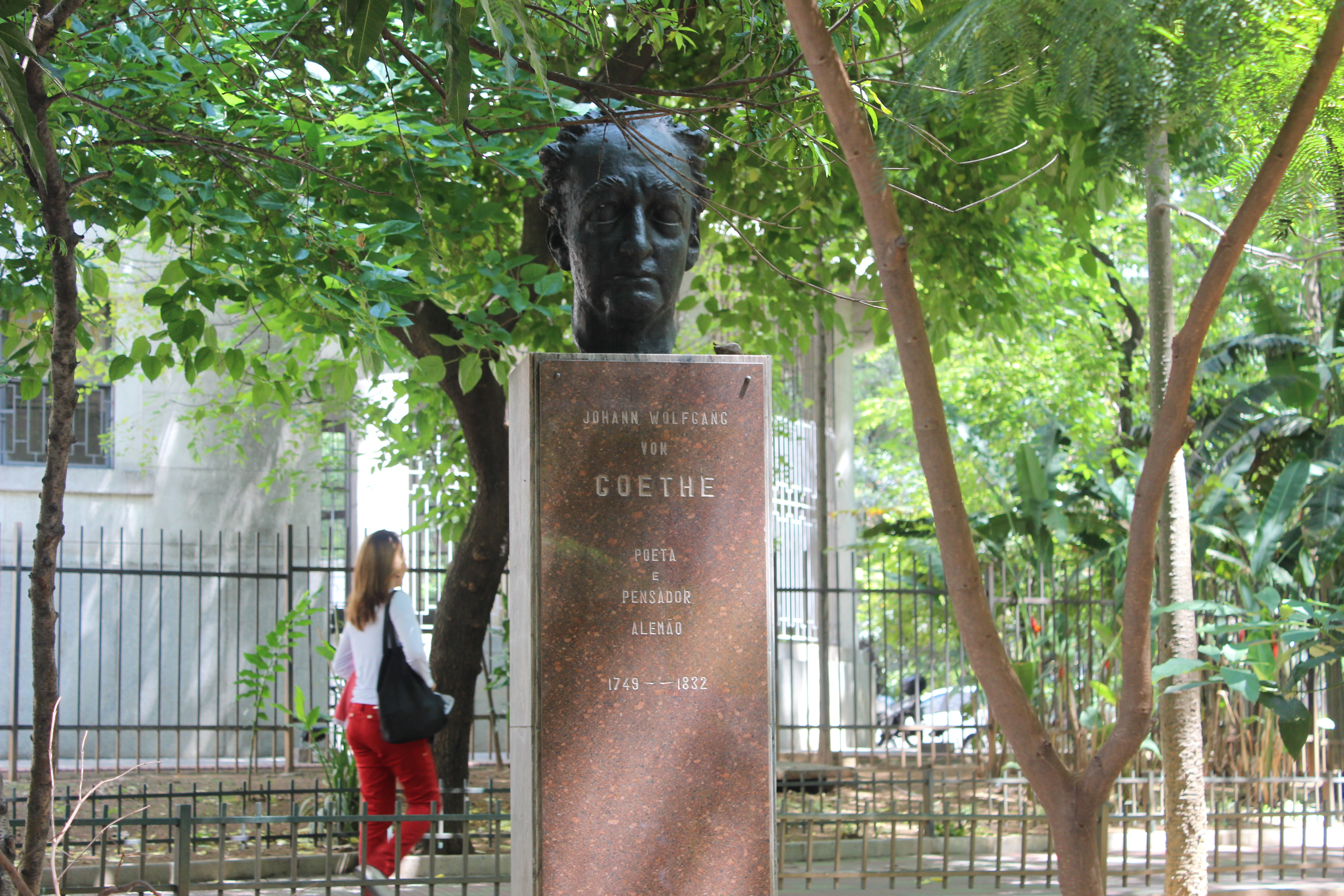
Goethedenkmal (Bronze), Praça Dom José Gaspa, São Paulo

Tao Sigulda Janaina (* 14. April 1914 in Riga; † 10. Februar 2006 in Jundiaí) war ein in Brasilien lebender Maler, Bildhauer, Architekt und Cineast.

## Leben
Anfang der 1930er Jahre studierte Tao Sigulda Architektur und machte seinen Abschluss bei Tode in Riga. Parallel dazu begann er sein Kunststudium bei Roman Sutta. 1933 erhielt er ein Stipendium und ging an die Kunsthochschule Stuttgart (unter anderem bei Alfred Lörcher). Er reiste nach Mailand, Venedig, Florenz, Neapel und Palermo. Weitere Stationen seines Werdegangs waren München und Schwäbisch Gemünd.
Im Jahre 1960 reiste er mit seiner Frau Tama nach Brasilien, ursprünglich mit der Absicht, nach Kanada weiterzureisen. Im Folgejahr nahm er an einer Ausstellung der Galeria Prestes Maia in São Paulo teil. Nach und nach begannen die Eheleute, in Brasilien Wurzeln zu schlagen. Tama Sigulda war selbst als Kunstfotografin tätig und zeigte z. B. drei Arbeiten auf der IX. Bienal de São Paulo 1967.
In dem Zeitraum 1985–2001 gründete und etablierte er sein eigenes Kulturzentrum in Figueira Branca, Jarinu/Campo Limpo Paulista, wo neben bekannten Künstlern auch neue Talente gefördert wurden. Mit seiner Frau organisierte er zwei Gemeinschaftsausstellungen pro Jahr.
Anlässlich seines 100-jährigen Geburtstags wurde in Brasilien eine Briefmarke herausgegeben.

## Ausstellungen
- 1986: 2. Salão de Arte Contemporânea de Americana, Museu de Arte Contemporânea de Americana, Americana, SP